# Besköl
Besköl (kasachisch Бескөл, russisch Бесколь Beskol oder Бишкуль Bischkul) ist ein Ort in Nordkasachstan und das Verwaltungszentrum des Audan Qysylschar.

## Geografie
Besköl liegt im Norden Kasachstans im Gebiet Nordkasachstan rund acht Kilometer südlich von Petropawl. Westlich der Siedlung verläuft der Fluss Ischim.

## Geschichte
Die Geschichte des Ortes reicht zurück bis ins 18. Jahrhundert. Bei archäologischen Ausgrabungen wurden in der Nähe die Überreste eines Wassergrabens gefunden, der als Außenverteidigung einer Militärfestung diente. Gegründet wurde Besköl vermutlich Mitte des Jahrhunderts als Kosakendorf. Der kasachische Name des Ortes heißt übersetzt in etwa „Fünf Seen“, da sich in der Nähe etliche Teiche befinden. Die ersten Bewohner waren Ural- und Don-Kosaken. Gegen Ende des 18. Jahrhunderts kamen weitere Siedler aus Gebieten des heutigen Russland und der Ukraine, die hier als Bauern Landwirtschaft betrieben.

## Bevölkerung
Die Volkszählung 1999 ergab für den Ort eine Bevölkerung von 7.495 Menschen. Bei der letzten Volkszählung im Jahr 2009 hatte Besköl 8.805 Einwohner. Zum 1. Januar 2025 ergab die Fortschreibung der Bevölkerungszahlen eine Einwohnerzahl von 13.303 Menschen.
| 2.280 | 5.606 | 7.294 | 7.495 | 8.805 |

## Söhne und Töchter des Ortes
- Alexander Winokurow (* 1973), ehemaliger Radrennfahrer